# Mouhers
Mouhers là một xã ở tỉnh Indre khu vực trung bộ Pháp. Xã này có diện tích 17,89 km², dân số thời điểm năm 1999 là 250 người. Khu vực này có độ cao trung bình 250 mét trên mực nước biển. 
Sông Bouzanne tạo thành ranh giới tây nam, sau đó chảy theo hướng đông bắc qua khu vực phía tây thị trấn.